# Eine Leiche auf Rezept
Eine Leiche auf Rezept (Originaltitel: Remains to Be Seen) ist eine US-amerikanische Kriminalkomödie aus dem Jahr 1953 von Don Weis mit June Allyson und Van Johnson in den Hauptrollen. Das Drehbuch basiert auf dem Bühnenstück Remains to Be Seen von Howard Lindsay und Russel Crouse.

## Handlung
Waldo Williams ist Hausverwalter eines Apartmenthauses an der Park Avenue in New York. Er würde lieber im Keller Schlagzeug üben, als sich um die Beschwerden der wählerischen, reichen Mieter zu kümmern. Eines Morgens entdeckt er die Leiche des exzentrischen Mieters Travis Revercombe. Er ruft die Polizei, als Benjamin Goodman, Revercombes Anwalt, eintrifft und Waldo anweist, nach Dr. Glenson, einem anderen Mieter, zu schicken. Glenson sagt, dass Revercombe, der an Herzbeschwerden und Diabetes litt, offenbar an einer Überdosis Insulin gestorben ist. Der Gerichtsmediziner kommt und bestätigt Glensons Meinung, und die Männer bringen die Leiche ins Schlafzimmer. Als der Bestatter eintrifft, entdeckt er ein Tranchiermesser, das in der Brust der Leiche steckt.
Revercombes entfremdete Nichte, die Sängerin Jody Revere, trifft an diesem Abend ein und nimmt die Nachricht vom Tod ihres Onkels kühl auf. Sie erzählt Goodman, dass Revercombe ihrer Mutter einst einen Heiratsantrag gemacht hatte. Goodman erzählt Jody, dass ihr Onkel ihr den Großteil seines Vermögens hinterlassen hat, aber sie weigert sich, das Geld anzunehmen. Musikliebhaber Waldo ist begeistert, Jody kennenzulernen, und während sie zu einer ihrer Aufnahmen singen und tanzen, ist sie von seinen Fähigkeiten als Schlagzeuger beeindruckt. Jody beschließt, in Revercombes Wohnung zu bleiben, während sie versucht, Kontakt zu ihrem Bandleader PeeWee aufzunehmen, der unterwegs ist. Während Jody sich im Schlafzimmer umzieht, öffnet sich eine Geheimtafel in der Wand und eine elegante Frau kommt herein und beobachtet sie für einen Moment unbemerkt.
Am nächsten Morgen drängt Goodman Jody erneut, ihr Erbe anzunehmen, da das Geld andernfalls an eine Sprachforschungsorganisation gehen würde, die von Valeska Chauvel geleitet wird. Valeska, dieselbe Frau, die am Vortag das Schlafzimmer betreten hat, erzählt Jody von ihrem Plan, eine universelle Sprache zu entwickeln. Jody ist jedoch nicht beeindruckt und beschließt, ihr Erbe anzunehmen und es der „American Guild of Variety Artists“ zu spenden. Nachdem Valeska wütend gegangen ist, überbringt Lieutenant O'Flair, der ermittelnde Polizeibeamte, die Nachricht, dass der vorläufige Autopsiebericht auf ein Verbrechen hinweist. O'Flair befragt den Portier, den ehemaligen Sträfling Ben, der aussagt, dass der Mieter Kyle Manning, ein Künstler, dessen letzte Ausstellung vom prüden Revercombe geschlossen worden war, in der Nähe der Wohnung gesehen wurde und an diesem Morgen plötzlich die Stadt verließ. Unbemerkt von O'Flair und den anderen schleicht sich Valeska zurück und lauscht durch eine Geheimtür, während Jody ihre Tendenz zum Schlafwandeln beschreibt, wenn sie Musik hört. An diesem Abend spielt Waldo für Jody Schlagzeug. Als PeeWee mit der Nachricht anruft, dass der Schlagzeuger der Band zur Armee eingezogen wurde, lässt sie Waldo telefonisch vorsprechen.
Als Jody schläft, betritt Valeska das Schlafzimmer mit einer Spieluhr, mit der sie die schlafwandelnde Jody auf den Balkon lockt. Bevor Valeska Jody jedoch über das Geländer stoßen kann, spielt Waldo im Wohnzimmer eine Platte und Jody geht davon. Als Waldo merkt, dass sie schläft, erklärt er ihr seine Liebe und macht ihr einen Heiratsantrag. Nachdem sie zu Bett zurückgekehrt ist, geht Waldo zum Baubüro und begutachtet die Baupläne für die Wohnung. Dann betritt er die verlassene Wohnung im Nachbargebäude und entdeckt auf der Suche nach versteckten Durchgängen Valeskas Leiche in einem Schrank. In diesem Moment hört Jody ein Geräusch und findet Manning im Wohnzimmer, der versucht, sie zu warnen. Waldo hört sie schreien und stürzt herein, nachdem sie ohnmächtig geworden ist. Er lässt sie bei Dr. Glenson zurück, der gerade ein Beruhigungsmittel zubereitet, als die Polizei Jody anruft, um sie vor ihm zu warnen. Der Arzt gesteht daraufhin, dass er Revercombe glauben gemacht hat, er hätte Diabetes, um eine Überdosis Insulin veranlassen zu können. Glenson fügt hinzu, dass er mit Valeska unter einer Decke steckte, die ihn gerade verlassen und mit Revercombe davonlaufen wollte. Glenson tötete Revercombe, aber Valeska revanchierte sich, indem sie ein Messer in die Leiche steckte. Er will Jody gerade töten, als O'Flair zur Tür kommt und Jody mit den Fingern einen Morsecode für Gefahr trommelt, den Waldo ihr beigebracht hat. Bei der folgenden Schießerei kann Waldo Glenson umwerfen, der daraufhin festgenommen wird. PeeWee ruft an und sagt, dass Waldo der neue Schlagzeuger der Band sei. Jody verkündet ihre Absicht, Waldo zu heiraten, und sie küssen sich.

## Hintergrund
Gedreht wurde der Film im Oktober 1952 in den MGM-Studios in Culver City.
Das Drehbuch des Theaterstücks Remains to Be Seen, das 20th Century Fox im Dezember 1951 bei der Production Code Administration (PCA) eingereicht hatte, wurde abgelehnt, weil es humorvoll das Thema Pornographie behandelte. In der Broadway-Produktion war das Mordopfer ein Sammler von Erotika. Die PCA beanstandete auch die Tatsache, dass Valeska Chauvel für ihre Affäre mit dem Toten nicht bestraft wurde und sogar einen Erbanteil erhielt. MGM reichte im Mai 1952 eine neue Version des Drehbuchs ein.
Laut einer Zeitungskolumne vom Mai 1951 sollte Jackie Cooper in dem Film mitspielen. MGM berichtete, dass Debbie Reynolds für die Rolle der Jody gecastet wurde und dass der Film in Technicolor gedreht werden würde.
Cedric Gibbons und Hans O. Peters oblag die künstlerische Leitung. Richard Pefferle und Edwin B. Willis waren für das Szenenbild zuständig, Helen Rose für die Kostüme, William Tuttle und John Truwe für das Maskenbild. Verantwortlicher Toningenieur war Douglas Shearer, Warren Newcombe schuf die Spezialeffekte.

## Musik
Folgende Songs wurden im Film gespielt:
- Too Marvelous for Words von Richard A. Whiting und Johnny Mercer
- Toot, Toot, Tootsie! von Gus Kahn, Ernie Erdman und Dan Russo
- Taking a Chance in Love von Vernon Duke, John Latouche und Ted Fetter
- Blue Moon von Richard Rodgers

## Synchronisation
Die deutsche Synchronfassung entstand 1997 im Auftrag der FFS Film- & Fernseh-Synchron unter der Dialogregie von Peter Stein, der auch das Dialogbuch verfasste.
| Rolle            | Schauspieler    | Deutscher Synchronsprecher |
| ---------------- | --------------- | -------------------------- |
| Jody Revere      | June Allyson    | Katharina Lopinski         |
| Van Johnson      | Waldo Williams  | Ivar Combrinck             |
| Benjamin Goodman | Louis Calhern   | Klaus Guth                 |
| Valeska Chauvel  | Angela Lansbury | Manuela Renard             |
| Dr. Glenson      | John Beal       | Leon Rainer                |
| Lt. O'Flair      | Barry Kelley    | Reinhard Brock             |
| Ben              | Sammy White     | Hans-Rainer Müller         |
| Mrs. West        | Kathryn Card    | Margit Weinert             |
| Mr. Bennett      | Paul Harvey     | Klaus Brückner             |
| Mrs. Bennett     | Helene Millard  | Eva-Maria Lahl             |
| Ling Tan         | Peter Chong     | Dr. Tienn-Huu              |
| Delapp           | Charles Lane    | Horst Sachtleben           |
| Det. Minetti     | Larry J. Blake  | Klaus Münster              |
| Kyle Manning     | Morgan Farley   | Franz Rudnick              |
| Clark            | Howard Freeman  | Michael Rüth               |
| Fleming          | Frank Nelson    | Christoph Jablonka         |
| Off. Miller      | Robert Foulk    | Thomas Rau                 |

## Veröffentlichung
Die Premiere des Films fand am 15. Mai 1953 statt. In der Bundesrepublik Deutschland wurde er am 22. November 1998 im deutschen Fernsehen ausgestrahlt.

## Kritiken
François Truffaut beschrieb den Film als charmant.
Das Lexikon des internationalen Films schrieb: „Routiniert, aber überwiegend langweilig konstruierte Kriminalkomödie mit wenig überzeugenden Haupt- und übertreibenden Nebendarstellern, angereichert durch einige Musiknummern.“